# Au Sable
Pour les articles homonymes, voir Sable (homonymie) et Au Sable (homonymie).
Au Sable, est une localité située dans le comté de Iosco à l'Est de la péninsule inférieure de l'État de Michigan.

## Géographie
La localité de Au Sable est située à l'extrémité septentrionale de la baie de Saginaw sur la rive occidentale du lac Huron sur la rive droite de la rivière Au Sable au niveau de son embouchure donnant sur le lac Huron.

## Histoire
Le territoire entourant le lac Huron fut reconnue par l'explorateur français Étienne Brûlé et le père Jacques Marquette au début du XVIIe siècle. Il doit ses toponymies aux trappeurs et coureurs des bois français et Canadiens français qui arpentèrent ensuite le Pays des Illinois à l'époque de la Nouvelle-France et de la Louisiane française.

## Liens externes

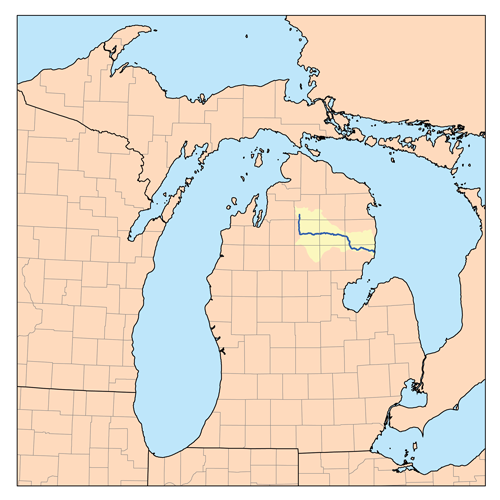
Localisation de la rivière Au Sable et de son embouchure dans le lac Huron.